# فيلي كيسي
فيلي كيسي (بالإنجليزية: Willie Casey)‏ (20 ديسمبر 1981 بليمريك في جمهورية أيرلندا - ) هو ملاكم أيرلندي، صنّف ضمن فئة وزن الريشة ‏.

## إحصائيات
خاض خلال مسيرته 19 نزالا، فاز في 16 وخسر في 3. فاز بالضربة القاضية في 10 نزالات.

## روابط خارجية
- فيلي كيسي على موقع بوكس ريك (الإنجليزية) (registration required)